# Церква святителя Миколая Чудотворця (Струсів)
Церква святителя Миколая Чудотворця в Струсові — парафія і храм православної громади Теребовлянського деканату Тернопільсько-Теребовлянської єпархії Православної церкви України в селі Струсів Тернопільського району Тернопільської области. Пам'ятка архітектури місцевого значення.

## Історія церкви
Перша дерев'яна церква в Струсові була збудована в 1660-х роках. Будівництво нового храму святителя Миколая Чудотворця завершилося у 1923 році, і тоді ж відбулася перша Служба Божа.
З 1961 року церква не діяла, а її приміщення використовували як склад спиртозаводу.
У 1989 році, після обрання головою церковного комітету Зеновія Рогальського, а касиром — Родіона Куліковського, були проведені ремонти, благоустрій подвір'я та збудована дзвіниця.
У 2009 році розпочали внутрішній розпис церкви.
Кам'яну плиту з написом «Борцям за волю України» виготовив місцевий майстер Тадей Гондович.
На цвинтарі поховані священники Теодор Цегельський та Петро Процик, які довго служили в Струсові.
Серед основних жертводавців були підприємці Іван Олійник, Роман Чабан та сільський голова Роман Бойко.
Фігуру Божої Матері виготовив і пожертвував місцевий скульптор Михайло Кульчицький. Каплицю на її честь освятили 24 квітня 2009 року.
Фігуру Покрови Божої Матері біля школи подарувала вчителька Оксана Рожаловська.
У Струсівській лікарні обладнали церквичку на честь святих великомучеників і безсрібників Косми і Даміана.

## Парохи
- о. Михайло Рожаловський.